# ウィンチェスター (インディアナ州)

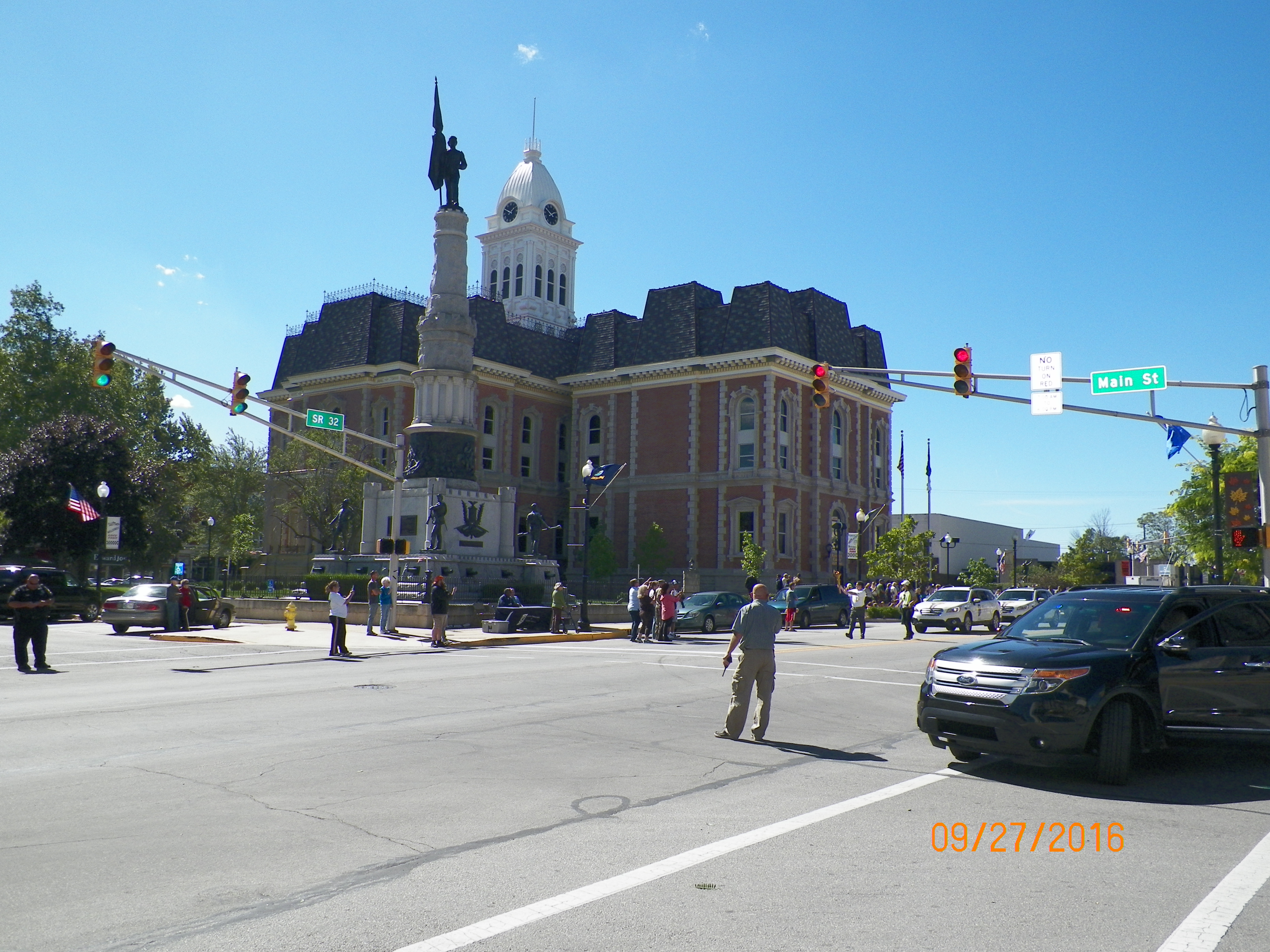
郡庁前交差点

ウィンチェスター（Winchester） は、アメリカ合衆国インディアナ州の都市。ランドルフ郡の郡庁所在地である。人口は4,834人（2023年推計）。

## 地理
ウィンチェスターは北緯40度10分23秒、西経84度58分39秒 (40.173165, -84.977435)に位置している。
アメリカ合衆国統計局によると、この都市は総面積8.0 km2 (3.1 mi2) である。このうち8.0 km2 (3.1 mi2) が陸地で水地域は存在しない。

## 人口動勢
2000年の国勢調査で、この都市は人口5,037人、2,171世帯、及び1,350家族が暮らしている。人口密度は627.4/km2 (1,623.8/mi2) である。296.1/km2 (766.3/mi2) の平均的な密度に2,377軒の住宅が建っている。この都市の人種的な構成は白人98.31%、アフリカン・アメリカン0.24%、先住民0.26%、アジア0.30%、太平洋諸島系0.00%、その他の人種0.32%、及び混血0.58%である。ここの人口の1.41%はヒスパニックまたはラテン系である。
この都市内の住民は22.2%が18歳未満の未成年、18歳以上24歳以下が8.9%、25歳以上44歳以下が27.4%、45歳以上64歳以下が22.0%、及び65歳以上が19.6%にわたっている。中央値年齢は40歳である。女性100人ごとに対して男性は88.7人である。18歳以上の女性100人ごとに対して男性は84.9人である。
この都市内の世帯ごとの平均的な収入は28,500米ドルであり、家族ごとの平均的な収入は37,607米ドルである。男性は28,947米ドルに対して女性は22,226米ドルの平均的な収入がある。この都市の一人当たりの収入 (per capita income) は17,753米ドルである。人口の15.0%及び家族の10.9%の収入は貧困線以下である。全人口のうち18歳未満の20.2%及び65歳以上の6.9%は貧困線以下の生活を送っている。

## 著名な出身者及び元住民
- w:James P. Goodrich (1864年 - 1940年)、インディアナ州知事、1917年 -1921年、はウィンチェスター生まれであり Fountain Park Cemetery に埋葬された。
- ロバート・ワイズ (1914年 - 2005年)、ハリウッド 映画監督、はウィンチェスターで生まれた。